# Fanny Tacchinardi Persiani
Fanny Tacchinardi Persiani, italijanska operna pevka sopranistka, * 4. oktober 1812, Rim, Italija, † 3. maj 1867, Pariz, Francija.

## Življenje
Nastopala je v belcanto operah skladateljev Rossinija, Donizettija, Bellinija in zgodnjega Verdija. Največje pevske uspehe je dosegala v Londonu in Parizu med letoma 1837 in 1848. 
Donizetti je prav zanjo mdr. napisal vlogo Lucie v operi Lucia di Lammermoor, ki jo je odpela na krstni predstavi leta 1835 v Neaplju.
Po letu 1859 se je umaknila z odrskih desk in je poučevala solopetje v Parizu.
Od leta 1830 je bila poročena z italijanskim skladateljem Giuseppejem Persianijem.